# Asaperdina whiteheadi
Asaperdina whiteheadi är en skalbaggsart som först beskrevs av J. Linsley Gressitt 1940.  Asaperdina whiteheadi ingår i släktet Asaperdina och familjen långhorningar. Inga underarter finns listade.